# توبياس أهرينس
توبياس أهرينس (بالألمانية: Tobias Ahrens)‏ هو لاعب كرة قدم ألماني، ولد في 9 أبريل 1993 في Henstedt-Ulzburg ‏ في ألمانيا. لعب مع ألمانيا آخن.

## وصلات خارجية
- توبياس أهرينس على موقع قاعدة بيانات كرة القدم.إي يو (الإنجليزية)
- توبياس أهرينس على موقع بيانات كرة القدم. دي إي (الألمانية)